# Semper invicta

Herb wielki Warszawy z dewizą i orderem.

Semper invicta (z łac. Zawsze niezwyciężona) – dewiza miasta stołecznego Warszawy, która decyzją naczelnego wodza gen. Władysława Sikorskiego 9 listopada 1939  została wraz z orderem Virtuti Militari dodana do herbu Warszawy „w uznaniu bohaterskiego, wytrwałego męstwa dowiedzionego przez ludność stołecznego miasta Warszawy w obronie przeciw najazdowi niemieckiemu”.